# Franck Victor
 (décembre 2013).
Franck Victor est un réalisateur français, également producteur de cinéma chez Purple Rose Productions, metteur en scène et comédien.

## Biographie
Il a joué au théâtre dans Shopping and Fucking de Mark Ravenhill, spectacle qu'il a mis en scène avec Bénédicte Budan au 20e Théâtre.
Au cinéma, il a tourné sous la direction de James Ivory (Jefferson à Paris), Julian Schnabel (Le Scaphandre et le Papillon), Hormoz (J'ai rêvé sous l'eau...).
À la télévision, il a travaillé entre autres avec Hervé Renoh, Arnaud Sélignac, Philippe Monnier, Bruno Herbulot, Gérard Marx.
Il est également coach d'acteurs et a été professeur aux Cours Florent.
Entre 2013 et 2020 il a réalisé plus de 140 courts métrages dans le cadre des Films sur Mesure.
Il a coécrit la film (La Nuée) avec Jérôme Genevray réalisé par Just Philippot, le film a été sélectionné au Festival de Cannes 2020 à la semaine de la critique, il a reçu le prix du Jury et le prix du public au Festival de Gerardmer 2020.

## Filmographie

### Acteur

#### Cinéma
- 1995 : Jefferson à Paris de James Ivory
- 2003 : Le Cas d'O (court métrage) d'Olivier Ciappa : Mickaël
- 2005 : J'ai rêvé sous l'eau (court métrage) d'Hormoz : Alex
- 2005 : La Pomme d'Adam (court métrage) de Jérôme Genevray : Adam
- 2006 : Müetter de Dominique Lienhard : l'animateur de télévision
- 2007 : Le Scaphandre et le papillon de Julian Schnabel : Pa
- 2008 : Rainy Girl (court métrage) de Jérôme Genevray : le garçon
- 2008 : Les Princes de la nuit de Patrick Levy : le réalisateur

#### Télévision
- 2001 : Les Cordier, juge et flic de Bruno Herbulot : Stéphane Mura
- 2004 : Péril imminent : Mortel chahut d'Arnaud Sélignac : Franck Legoff
- 2005 : Brasier d'Arnaud Sélignac : Fabien Berthier
- 2007 : Section de recherches de Gérard Marx : Marc Valade
- 2008 : Femmes de loi d'Hervé Renoh : l'urgentiste
- 2008 : L'Évasion de Louis XVI d'Arnaud Sélignac : Camille Desmoulins
- 2014 : Arletty, une passion coupable d'Arnaud Sélignac : Marco

### Réalisateur
- 1997 : La Peur du noir
- 2006 : Vive la mariée ! réalisé avec Cybèle Villemagne
- 2007 : Starlette
- 2009 : Charmante Mira
- 2014 : Gros Malin
- 2018 : La Flamme
- 2020 : Magnifique

### Scénariste
- 2020 : La Nuée de Just Philippot

## Théâtre

### Comédien
- 1998 : Visages de Hubert Colas, mise en scène de l'auteur : Météore
- 1999 : Outrage aux mœurs de Moisès Kaufman, mise en scène Thierry Harcourt, Théâtre 14 Jean-Marie Serreau, Espace Cardin
- 2001 : Shopping and Fucking de Mark Ravenhill, mise en scène Thierry Harcourt, Pépinière Opéra
- 2003 : C'est quoi ton nom ? de Jean-Michel Baudoin, mise en scène Stéphanie Fievet, Salmanazar scène conventionnée d'Epernay
- 2005 : Shopping and fucking de Mark Ravenhill, mise en scène Bénédicte Budan et Franck Victor, Théâtre Aktéon, Théâtre Clavel, Vingtième Théâtre
- 2006 : Cuisine et dépendances de Agnès Jaoui et Jean-Pierre Bacri, mise en scène Michel Laliberté, Théâtre Essaïon
- 2014 : Les Champions de l'amour de Franck Victor, mise en scène de Franck Victor

### Mise en scène
- 2004 : Orgasme adulte échappé du zoo, de Dario Fo et Franca Rame, Aktéon Théâtre, Petit Hébertot, Petit Gymnase, Théâtre Essaïon
- 2005 : Shopping & Fucking, de Mark Ravenhill mis en scène avec Bénédicte Budan à l'Aktéon Théâtre, théâtre Clavel, 20e théâtre
- 2014 : Les Champions de l'Amour, de Franck Victor
- 2016 : Cabaret d'éloges... ou pas ! avec Astrid Boop et Florence Pellé-Perrotin, théâtre Les Feux de la rampe, Paris 9e